# Premi Cóndor de Plata a la millor sèrie i/o telefilm
El Premi Cóndor de Plata a la Millor Sèrie i/o telefilm és un dels guardons lliurats anualment per l'Asociación de Cronistas Cinematográficos de la Argentina.
Aquest premi es va incloure a causa dels canvis en la formes de distribució i exhibició de continguts. Tenint en compte que no són només les sales de cinemes les que alberguen les pel·lícules sinó també les multiplataformes que generen continguts propis.
Va ser lliurat per primera vegada en el 64è lliurament dels Premis Cóndor de Plata, realitzada l'any 2016. En aquesta primera edició del premi es van decidir incloure continguts realitzats per cineastes i/o presentats en festivals de cinema i que no hagin estat realitzats exclusivament per a televisió. Des dels anys 2016 a 2018 el premi es va denominar "Premi Còndor de Plata al millor audiovisual per a plataformes digitals".

## Guanyadors i nominats
| Any                              | Sèrie o Telefilm                          | Direcció                                     | Ref.  |
| 2016                             |                                           |                                              |       |
| -------------------------------- | ----------------------------------------- | -------------------------------------------- | ----- |
| 2016                             | Historia de un clan                       | Luis Ortega                                  | [ 2 ] |
| 2016                             | Cromo                                     | Lucía Puenzo, Nicolás Puenzo y Pablo Fendrik | [ 3 ] |
| 2016                             | Daemoniun: Soldado de Inframundo          | Pablo Parés                                  | [ 3 ] |
| 2016                             | Fantasmas de la ruta                      | José Celestino Campusano                     | [ 3 ] |
| 2016                             | La casa                                   | Diego Lerman                                 | [ 3 ] |
| 2017                             |                                           |                                              |       |
| Nafta Súper                      | Nicanor Loreti i Leonardo Oyola           | [ 4 ]                                        |       |
| Desarme                          | Hernán Fernández                          | [ 5 ]                                        |       |
| La educación del rey             | Santiago Estévez                          | [ 5 ]                                        |       |
| Pequeña Babilonia                | Hernán Moyano                             | [ 5 ]                                        |       |
| Tierra de rufianes               | Federico Moreno Breser                    | [ 5 ]                                        |       |
| 2018                             |                                           |                                              |       |
| Un gallo para Esculapio          | Bruno Stagnaro                            | [ 6 ]                                        |       |
| Adán Buenosayres. La película    | Juan Villegas                             | [ 7 ]                                        |       |
| El hombre más chiquito del mundo | Juan Pablo Zaramella                      | [ 7 ]                                        |       |
| El jardín de bronce              | Pablo Fendrik i Hernán Goldfrid           | [ 7 ]                                        |       |
| La sangre del Gallo              | Mariano i Eric Dawidson                   | [ 7 ]                                        |       |
| 2019                             |                                           |                                              |       |
| El marginal 2                    | Alejandro Ciancio i Israel Adrián Caetano | [ 8 ]                                        |       |
| La caída                         | Mario Segade                              | [ 9 ]                                        |       |
| La chica que limpia              | Lucas Combina                             | [ 9 ]                                        |       |
| Morir de amor                    | Anahí Berneri                             | [ 9 ]                                        |       |
| Un gallo para esculapio 2        | Bruno Stagnaro                            | [ 9 ]                                        |       |